# Rudolf Sleifir
Rudolf Sleifir (* 22. Dezember 1904 in Wien; † 15. September 1971 in Berlin) war ein deutscher Emailleur und Graveur.
Nach der Übersiedlung seiner Eltern aus Wien im Jahre 1906 wuchs Sleifir in Berlin auf und trat 1918 in die Lehre als Emailleur in den väterlichen Betrieb ein. Er beschäftigte sich bereits während seiner Ausbildung mit besonderen Emailtechniken und der Emailmalerei. Die zum Abschluss seiner Ausbildung eingereichte Arbeit trug ihm bereits einen Staatspreis ein.
Er war in den Jahren nach 1950 der letzte bekannte Emailleur und Meister seines Faches, der Restaurierungen an hochwertigen Fabergé-Arbeiten sowie an Tabatieren und Orden aus der Zeit Friedrichs des Großen, die sich in deutschen Museen finden, vornehmen konnte. Die Ausdrucksmöglichkeiten durch den Einsatz von opaken und transparenten Emails und die Emailmalerei galten ihm mehr als reine Restaurierungen.
Die Beschäftigung mit Miniaturen und die Gestaltung Jugendstil-orientierter Schmuckstücke fand in einer Ausstellung im Jahre 1963 aus Anlass des hundertjährigen Bestehens der Graveur- und Ziseleur-Innung in Berlin ihren Höhepunkt.
Fortan beschäftigte sich der Meister mit der Schaffung modernen Schmucks und zunehmend mit großflächigen, modernen Darstellungen sakraler Kunst. Als bestes Beispiel mag das Altarbild der katholischen Pfarrkirche St. Canisius in Berlin dienen.